# بلاذر كورتلي الأوراق
بلاذر كورتلي الأوراق (الاسم العلمي: Anacardium curatellifolium) هي نوع من النباتات يتبع جنس البلاذر من فصيلة البلاذرية.